# علي الصومالي
علي بن عبد الله بن يوسف بن صواخرون الصومالي أو علي الصومالي، شاعر عماني ولد في محافظة ظفار جنوب سلطنة عمان. يمتد نسب الشاعر إلى مجيرتين بن دارود. أتم الدارسة الإعدادية، وكانت بداياته الشعرية في عام 1980. أُعجب بالمدرسة الحضرمية،
وخاصة الشاعر (حسين المحضار).

## المسيرة الفنية
وابتدأ أول تعاون فني له مع الفنان محمد الجيلاني ومن بعدها تعامل مع الفنان احمد مبارك غدير، واعتبره هو القاعدة الأساسية التي كونها في محافظة ظفار، وفي السلطنة.
وابتدأ اسمه في البروز وتوالت تعاملاته مع كبار الفنانين في عمان ؛ مثل الفنان سالم علي سعيد وسالم محاد، ومع مرور الوقت أحس بانه لابد من أن يخرج من هذا الإطار المحلي إلى الخليج..
وبتوفيق من الله بدأ بأول تعاون فني له مع الفنان خالد الشيخ، ولحنيا مع الملحن عارف الزياني غنائياً.
تعامل أيضا مع أسماء كثيرة جدا منها على سبيل المثال :
الفنان عبد الله الرويشد وراشد الماجد وعلي عبد الستار، وخالد الشيخ والفنانه رباب ورويدا المحروقي وفطومه وفرقه الاخوه البحرينيه، وحمود ناصر وسعد الفهد وعادل الماس وأسماء كثيرة، وتعاون مع ملحنين كبار في الخليج، إضافة إلى تعامله مع الفنان القدير أصيل أبوبكر سالم بلفقية وذلك في أغنية (الخبر نفس الخبر).
أما الجوائز التي حصل عليها :
تم تكريمه مره في مهرجان الاغنية العمانية بجائزتين :
كشاعر عماني وشاعر نشر الكلمة العمانية خارجاً..

## وفاته
توفي في صلالة بتاريخ 5/4/2009 م وذلك إثر سكتة قلبية.